# II Korpus Pancerny SS
II Korpus Pancerny SS – (niem. II. SS-Panzerkorps) jeden z niemieckich korpusów Waffen-SS.
Został utworzony w lecie 1942 roku na terytorium III Rzeszy, po czym został przerzucony do okupowanej Francji, gdzie miał sprawować kontrolę nad dywizjami Waffen-SS znajdującymi się tam na rekonwalescencji. W styczniu 1943 roku po wyposażeniu w czołgi Pz.Kpfw.VI Tiger przerzucony na południowy odcinek frontu wschodniego, w związku z klęską pod Stalingradem. Walczył o Charków i Biełgorod oraz brał udział w ofensywie letniej w 1943 roku. Z powodu chwiania się reżimu Mussoliniego we Włoszech dostał rozkaz przemarszu do Włoch, ale tylko 1 Dyw. SS faktycznie opuściła front wschodni. 
Jesienią 1943 roku na krótko przemianowany na 1 Armię Pancerną SS, ale wkrótce zmieniono nazwę na pierwotną. Korpus znalazł się w grudniu 1943 roku ponownie we w okupowanej Francji. Na front wschodni wrócił w kwietniu 1944 roku, gdzie w składzie Grupy Armii Południowa Ukraina walczył o Lwów. Po lądowaniu aliantów w Normandii walczył na froncie zachodnim w składzie Grupy Armii B w Normandii, pod Arnhem, w górach Eifel i podczas ofensywy w Ardenach. Wojnę zakończył w składzie 6 Armii Pancernej SS w Austrii.

## Dowódcy korpusu
- gen. płk[3] Paul Hausser (czerwiec 1942 – czerwiec 1944)
- gen. płk Wilhelm Bittrich (czerwiec 1944 – maj 1945)[4]

## Struktura organizacyjna
Jednostki korpuśne: 102 batalion łączności SS, 102 ciężki batalion pancerny SS, 102 batalion sanitarny SS i 102 oddział zaopatrzenia SS
Skład w styczniu 1943:
- 1 Dywizja Pancerna SS „Leibstandarte SS Adolf Hitler”
- 2 Dywizja Pancerna SS „Das Reich”
- 3 Dywizja Pancerna SS „Totenkopf”

Skład w lipcu 1943:
- 1 Dywizja Pancerna SS Leibstandarte SS Adolf Hitler
- 2 Dywizja Pancerna SS Das Reich
- 3 Dywizja Pancerna SS Totenkopf
- 167 Dywizji Piechoty (część)

Skład w listopadzie 1943:
- 162 Dywizja Piechoty
- 71 Dywizja Piechoty
- 44 Dywizja Piechoty Hoch- und Deutschmeister

Skład w sierpniu 1944:
- część 21 Dywizji Pancernej
- 9 Dywizja Pancerna SS Hohenstaufen
- 3 Dywizja Strzelców Spadochronowych

Skład w grudniu 1944:
- 2 Dywizja Pancerna SS Das Reich
- 9 Dywizja Pancerna SS Hohenstaufen

Skład w marcu 1945:
- 2 Dywizja Pancerna SS Das Reich
- 9 Dywizja Pancerna SS Hohenstaufen
- 44 Dywizja Piechoty Hoch und Deutschmeister
- 23 Dywizja Pancerna